# Драмме, Каджалли
Каджалли Драмме (нидерл. Kajally Drammeh; род. 10 октября 2003, Серекунда) — гамбийский футболист, нападающий клуба «Кейптаун Сити».

## Клубная карьера
Драмме — воспитанник клуба «Реал де Банжул». В начале 2022 года игрок подписал контракт с южноафриканским «Кейптаун Сити». 5 августа в матче против «Мамелоди Сандаунз» он дебютировал в чемпионате ЮАР. 4 октября в поединке против «Голден Эрроуз» Каджалли забил свой первый гол за «Кейптаун Сити».

## Международная карьера
В 2021 году в составе молодёжной сборной Гамбии Драмме принял участие в молодёжном Кубке Афркии в Мавритании. На турнире он сыграл в матчах против команд Марокко, Танзании, Туниса, ЦАР и дважды Ганы. В поединке против ганцев Каджалли забил гол.
В 2023 году Драмме во второй раз принял участие в молодёжном Кубке Африки в Египте. На турнире он сыграл в матчах против сборных Туниса, Замбии, Южного Судана, Нигерии и Сенегала. В поединке против замбийцев Каджалли забил гол.
В том же году Драмме принял участие в молодёжном чемпионате мира в Аргентине. На турнире он сыграл в матчах против команд Гондураса и Южной Кореи.